# Колташево
Ко́лташево (рос. Колташево) — село у складі Кетовського району Курганської області, Росія. Адміністративний центр Колташевської сільської ради.
Населення — 1184 особи (2010, 1143 у 2002).